# نواي
قرية نواي هي إحدى القرى التابعة لمركز ملوى بمحافظة المنيا في جمهورية مصر العربية. حسب إحصاءات سنة 2006، بلغ إجمالي السكان في نواي 15581 نسمة، منهم 7805 رجال و 7776 امرأة، ومن أعلامها شيخ الأزهر حسونة النواوي وولده عبد الخالق حسونة الوزير السابق وأمين عام جامعة الدول العربية الأسبق، وابن عمه عبد الرحمن القطب النواوي.